# Rylejewo
Rylejewo (ros. Рылеево) – osiedle w Rosji, w obwodzie moskiewskim, w rejonie ramieńskim. W 2010 liczyło 2354 mieszkańców.